# Połaniec
Połaniec je město v jihovýchodním Polsku ve Svatokřížském vojvodství v okrese Staszów. Město bylo královským městem polského království. V letech 1975–1998 patřilo administrativně k Tarnobrzeskému vojvodství. V roce 2022 zde žilo 7 606 obyvatel.

## Elektrárna
V blízkosti města stojí u vsi Zawada ve gmině Połaniec jedna z největších tepelných elektráren v Polsku. Instalovaný výkon elektrárny je 1800 MW. Tzv. „Zelený Blok“ spuštěný v roce 2013 se stal největším elektrárenským blokem spalujícím 100 % biomasy na světě.